# Sexuell konflikt

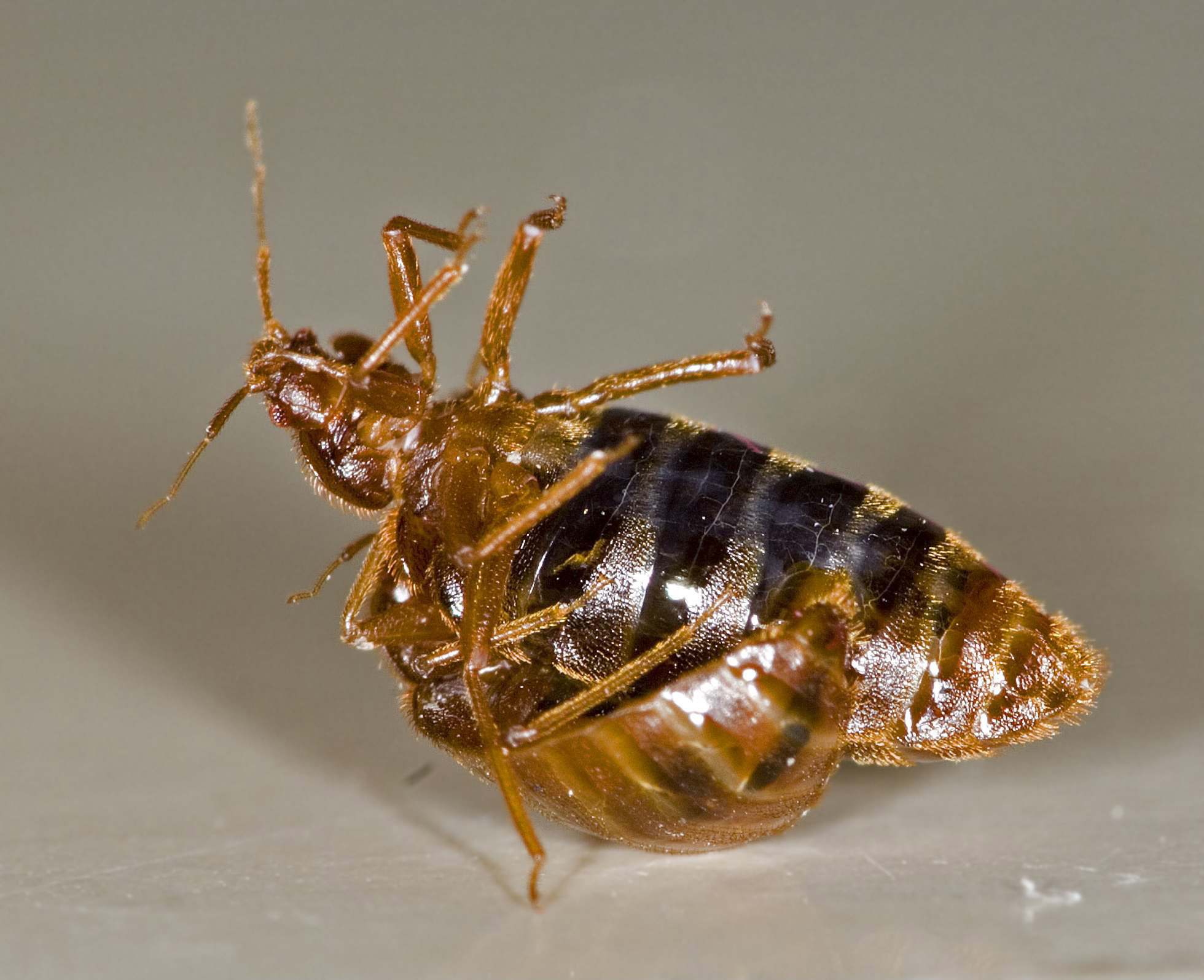
Vägglushanne (Cimex lectularius) inseminerar hona på ett sätt som skadar honan. Han har penetrerat hennes exoskelett som fått tydliga sprickor.

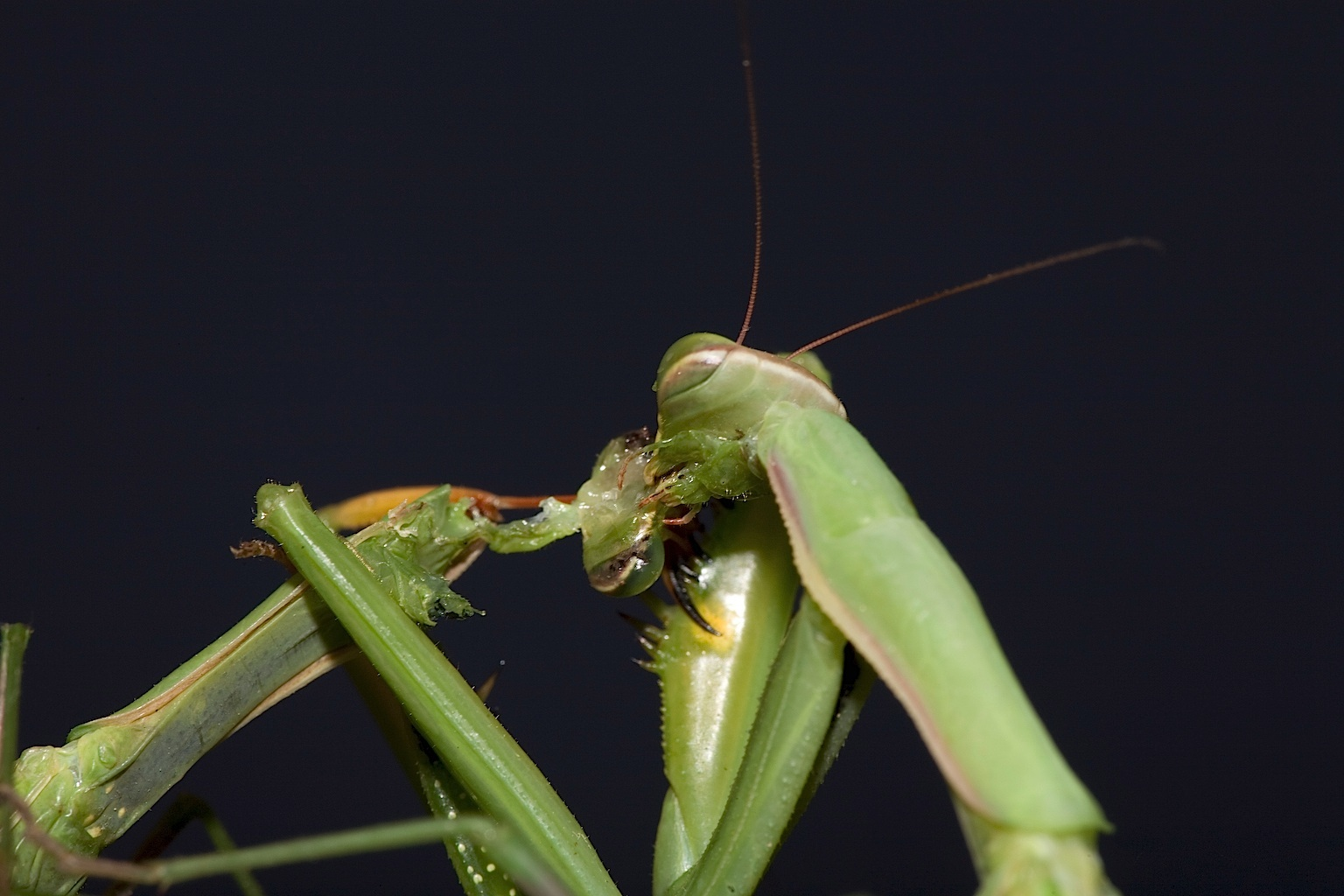
Bönsyrsehona biter av huvudet på en hanne efter parning, en form av sexuell kannibalism. För hannen hade det varit bättre att leva vidare och få möjlighet att para sig fler gånger.

Sexuell konflikt eller sexuell antagonism är när hannars och honors optimala strategi för att uppnå högsta fitness inte är kompatibla. Framför allt gäller detta i relation till parning och fortplantning.
Några exempel på fenomen kopplade till sexuell konflikt är hannar som tvingar sig på honor, ibland med speciella organ avsedda för att möjliggöra detta. Det evolutionära svaret på detta är att honorna i många arter gör motstånd mot parningsförsök. I vissa arter producerar hannar parningsproppar eller feromoner som gör honan mindre intresserad av att para sig med andra hannar. I andra fall kan hannens könsorgan avlägsna sperma från andra hannar under parning. Detta för att öka sannolikheten att hannen skall vara fader till honans avkomma. Evolutionära lösningar som gynnar honor är organ som sparar sperma och möjliggör ett val av vilken hannes sperma som skall användas för fertilisering, eller möjligheten att förstöra eller avlägsna sperma efter parning.
Sexuell konflikt leder ofta till en sorts kapprustning mellan könen, ett exempel på detta är arter där långa och mycket komplicerade könsorgan utvecklats.